# Schlacht bei Grandson
Neuss – Héricourt – Planta – Grandson – Murten – Nancy
Die Schlacht bei Grandson ist eine der drei grossen Schlachten der Burgunderkriege. Sie fand unter geringen Verlusten auf beiden Seiten am 2. März 1476 in der Nähe von Grandson am Neuenburgersee zwischen den Truppen des burgundischen Herzogs Karl des Kühnen und der Eidgenossen statt. Die Eidgenossen konnten die Burgunder in panikartige Flucht versetzen und machten in deren zurückgelassenem Lager reiche Beute. Dazu gehörten über 400 burgundische Geschütze sowie u. a. kostbare Tapisserien, die heute im Historischen Museum von Bern ausgestellt sind.

## Vorgeschichte

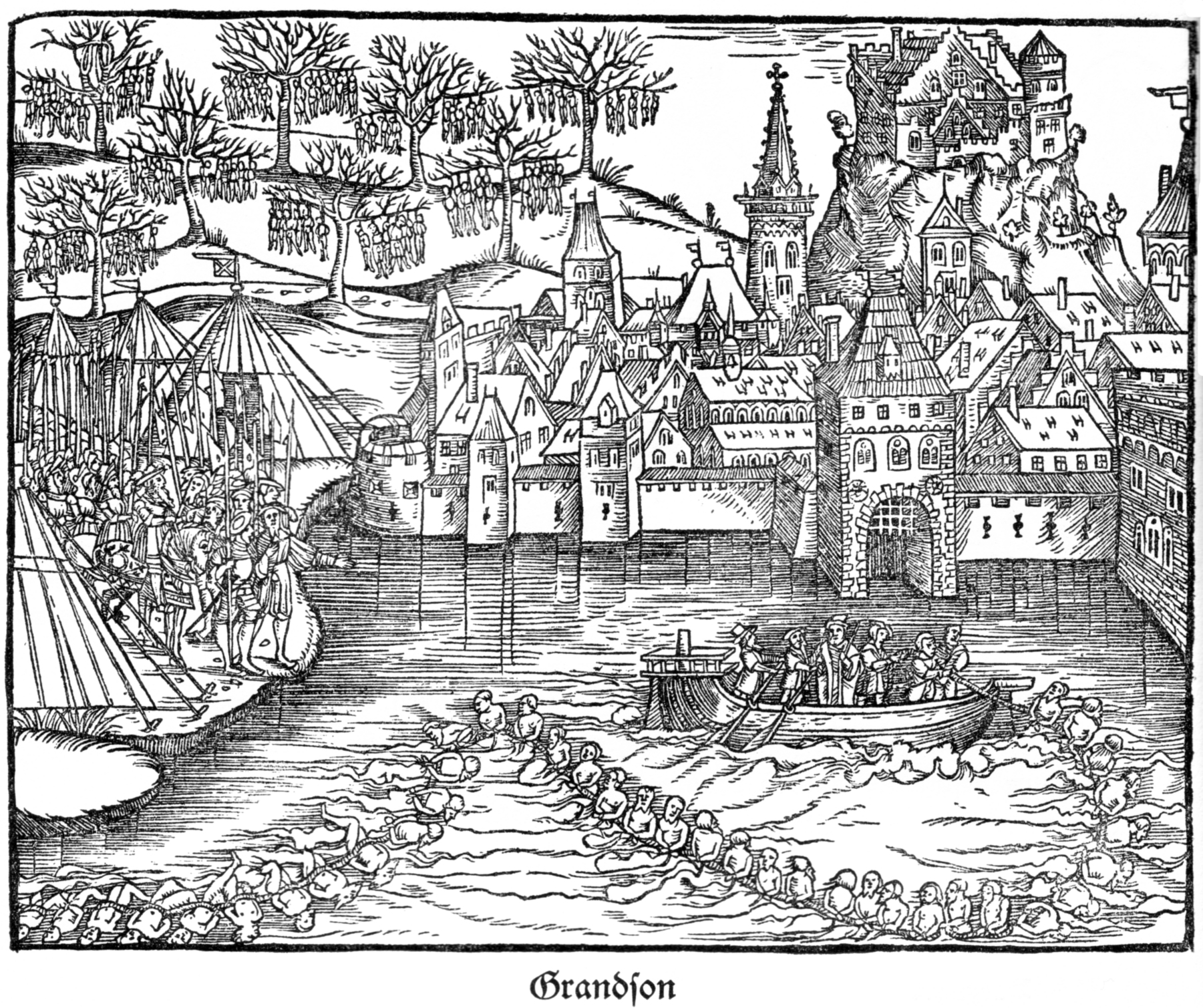
Die Hinrichtung der Besatzung von Grandson in der Darstellung durch Johannes Stumpf, 1548

Während der ersten Phase der Burgunderkriege erklärte Bern am 25. Oktober 1474 Herzog Karl «dem Kühnen» von Burgund den Krieg und begann zusammen mit der verbündeten Stadt Freiburg im Üechtland zuerst angrenzende burgundische Herrschaften und Städte einzunehmen, während Karl in Deutschland in einem Konflikt mit dem Erzbistum Köln gebunden war. Nachdem es bei Héricourt am 13. November zu einer ersten Schlacht gekommen war, bei der ein burgundisches Heer erfolgreich zurückgeschlagen wurde, stiessen die Berner im Frühjahr 1475 bis nach Pontarlier vor. Auf dem Rückweg überfielen sie im Waadtland die Städte Grandson, Orbe, Jougne und Echallens, die zwar im Besitz burgundischer Vasallen waren, jedoch unter Hoheit des Herzogtum Savoyen standen. Nach dem Tod des bernischen Heerführers Niklaus von Diesbach im Sommer des gleichen Jahres (nach der Eroberung von Blamont) übernahm Niklaus von Scharnachtal das Kommando und stiess erneut in die Waadt vor. Dabei eroberte er Murten, Avenches, Cudrefin, Payerne, Estavayer-le-Lac, Moudon und Yverdon sowie zahlreiche weitere Burgen. In der Zwischenzeit schloss der römisch-deutsche Kaiser Friedrich III. mit Karl dem Kühnen Frieden, so dass dieser nach der Besetzung Lothringens am 11. Januar 1476 von Nancy ins Waadtland ziehen konnte. Die Berner und ihre Verbündeten räumten beim Herannahen des burgundischen Heeres sämtliche besetzten Städte in der Waadt bis auf Grandson und Yverdon. Beide Städte verfügten nur über kleine bernische Besatzungen.
Am 13. Januar griff Prinz Jakob von Savoyen überraschend Yverdon an. Die bernische Besatzung konnte sich allerdings in die Burg retten. Da am nächsten Tag bereits bernische Entsatztruppen eintrafen, traten die Savoyer den Rückzug an. Anfang Februar forderten die Berner, da sie über die Grösse des herannahenden burgundischen Heeres keine Kenntnisse hatten, die Hilfe der übrigen Eidgenossen an. Diese waren zuerst nicht zum Zuzug bereit, da sie den Berner Herbstfeldzug in die Waadt von 1474 abgelehnt hatten.
Am 10. Februar besetzte Karl der Kühne den Jougnepass, während Prinz Jakob von Savoyen die Waadt besetzte. Die Berner zogen darauf ihre Besatzung aus Yverdon ab und verlegten sie nach Grandson. Am 16. Februar brachen 7000 Mann aus Bern unter Führung von Niklaus von Scharnachtal und Hans von Hallwyl in Richtung Murten auf. Man vermutete, dass sich Karl in der Nähe von Payerne aufhielt. Bei Murten trafen die Berner auf ihre Verbündeten, den Grafen Oswald von Thierstein mit seiner Reiterei und die Truppen der Niederen Vereinigung.
Am 18. Februar beschloss die Tagsatzung, den Bernern doch noch Truppen zu schicken und am 23. Februar loszuziehen. Am 19. Februar erreichte Karl der Kühne aber bereits mit einem Heer von rund 20'000 Mann die Stadt Grandson. In der Stadt befanden sich zu dieser Zeit etwa 500 Mann unter dem Kommando von Hauptmann Wyler von Bern. Karl liess nun nordöstlich von Grandson am Fluss Arnon ein stark befestigtes und mit Artillerie gesichertes Hauptlager aufschlagen, da er Grandson einnehmen musste, um auf dem Weg in Richtung Bern den Rücken frei zu haben. Am 21. Februar begannen die Burgunder mit der Erstürmung der Stadt, wobei sie ihre in grosser Zahl mitgeführte Artillerie massiv einsetzten. Weder die Stadt noch die Burg waren baulich darauf ausgelegt, längere Zeit einem Beschuss standzuhalten. Die Besatzung musste sich deshalb nach wenigen Tagen in die Burg zurückziehen. Am 27. Februar sammelten die Berner ihre Truppen in Neuenburg, mussten aber den Zuzug der Eidgenossen abwarten, als am folgenden Tag die Besatzung von Grandson sich unter Zusicherung von freiem Geleit ergab. Herzog Karl liess auf Betreiben der waadtländischen Städte, die stark unter den Bernern gelitten hatten, entgegen seiner Zusage die gesamte überlebende Besatzung von 412 Mann hängen und ertränken. Dieses Gemetzel, das wahrscheinlich zur Einschüchterung der Berner gedacht war, führte zu einer starken antiburgundischen Stimmung in der Eidgenossenschaft, die zusätzlich durch die propagandistische Ausschlachtung der Grausamkeiten angeheizt wurde.
Während Karl bei Grandson über zehn Tage mit der Belagerung verlor, konnten sich bis am 1. März um Bevaix südwestlich von Neuenburg sämtliche eidgenössischen Truppen mit Zuzug aus den verbündeten Städten Freiburg i. Ü., Biel, Solothurn, St. Gallen und Schaffhausen sowie der Niederen Vereinigung, Basel und den österreichischen Vorlanden mit den Bernern in Ruhe versammeln. Insgesamt soll das eidgenössische Heer ca. 18'000 Mann gezählt haben, hauptsächlich Infanterie mit einem kleinen Kontingent Kavallerie aus den österreichischen Vorlanden und der Niederen Vereinigung. Als Karl vom eidgenössischen Anmarsch erfuhr, liess er an den zwei von Neuenburg nach Grandson führenden Wegen vorausgeschobene Posten einrichten, in der Burg Vaumarcus und an der Rivière de la Vaux. Die Eidgenossen versuchten darauf, Karl aus seiner guten Position in seinem befestigten Lager zu locken, indem sie in der Nacht vom 1. auf den 2. März die Burg Vaumarcus angriffen. Obwohl der Handstreich misslang, liess sich Karl provozieren und verliess am 2. März seine überlegene Position. Diese Entscheidung ist aus heutiger Sicht schwer verständlich und kann nur mit Karls Unterschätzung des Gegners bzw. seiner Ungeduld erklärt werden. Herzog Karl griff die Eidgenossen jedoch nicht direkt an, sondern befahl seinem Heer lediglich bis Concise vorzurücken, wo auf freiem Feld und ohne Artilleriebedeckung auf seine Anweisung ein Lager bezogen werden sollte. Am gleichen Tag stiessen an zwei Orten eidgenössische Abteilungen in Richtung Grandson vor. Einerseits oberhalb des Sees, wo rund 2500 Schwyzer, Thuner, Bieler, Zürcher, Luzerner und St. Galler die burgundischen Posten an der Rivière de la Vaux alarmierten, andererseits entlang des Sees, wo die Burg Vaumarcus eingeschlossen wurde. Auf die Nachricht, dass die oberhalb vorstossenden Truppen auf den Feind gestossen seien, vereinigten sich die beiden Kontingente bis auf eine zur Belagerung der Burg zurückbleibende Truppe aus dem Simmental.

## Die Schlacht

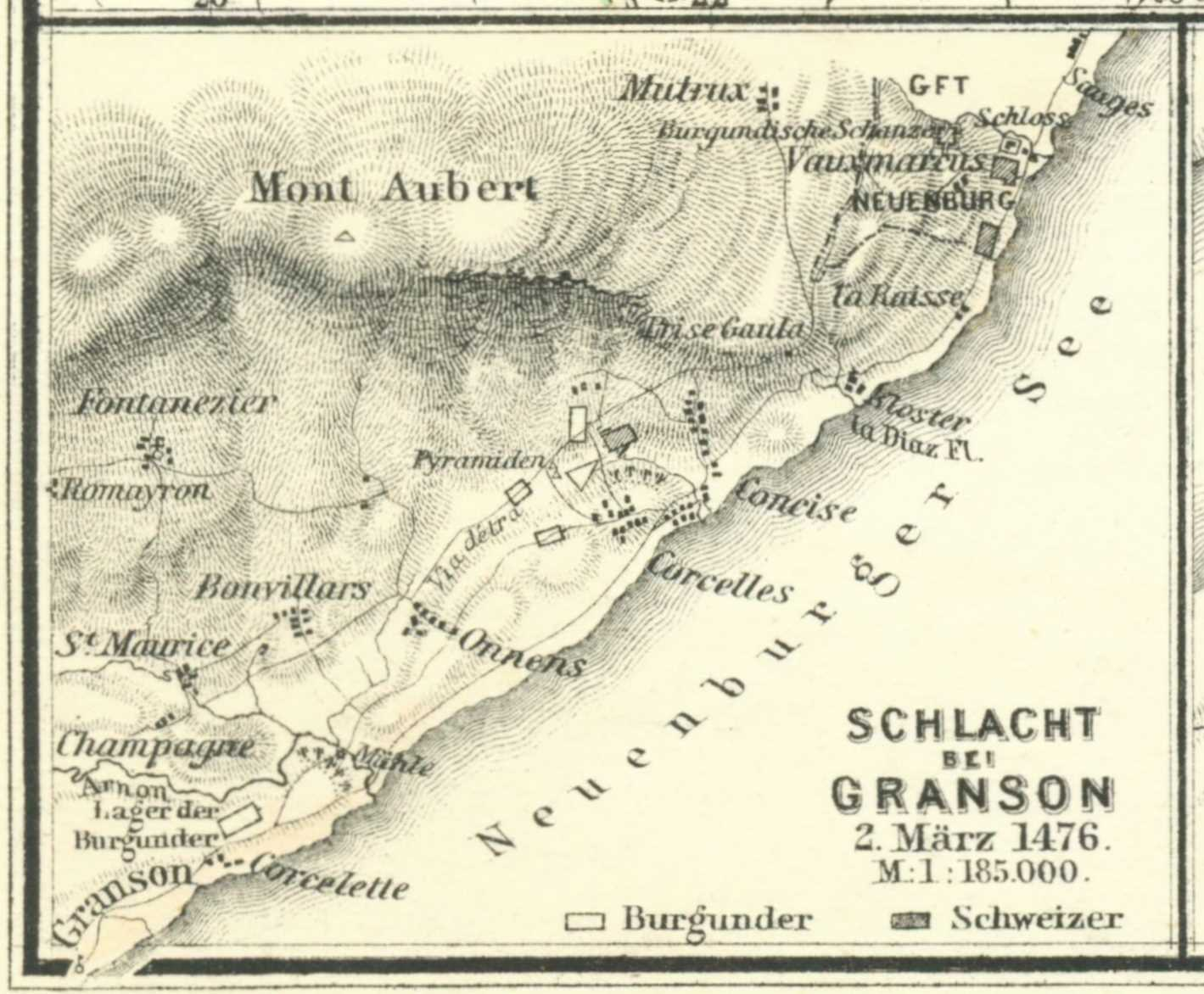
Übersichtsplan der Schlacht (1879)

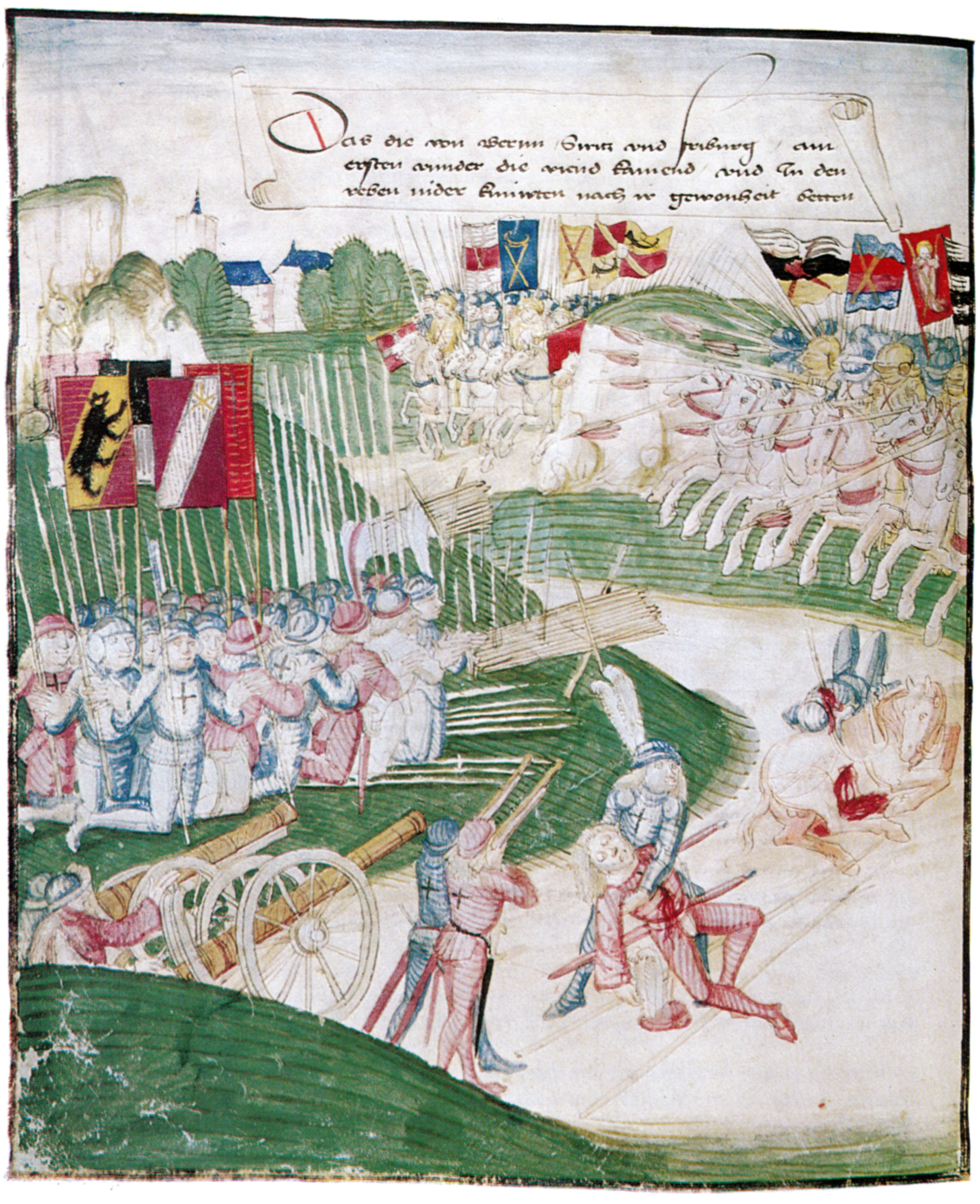
Gebet der Eidgenossen vor der Schlacht. Amtliche Berner Chronik des Diebold Schilling

Während die Burgunder auf die Nachricht des Feindkontaktes sich beschleunigt in der Ebene von Concise sammelten, erreichte die eidgenössische Vorhut über Vernez eine erhöhte Position am Waldrand über der Ebene. Angesichts der burgundischen Stärke gingen die Eidgenossen nicht wie sonst üblich direkt zum Angriff über, sondern warteten ab, bis gegen 10'000 Mann die Gegend erreicht hatten, um einen konzentrischen Angriff von der Seeseite und der Bergseite her auf die Burgunder auszuführen. Kurz vor dem Mittag verrichteten die Eidgenossen nach ihrer Sitte ein Schlachtgebet, in dem sie angeblich Gottes Beistand gegen den «Wüthrich aus Burgund» erbeten hätten. Die Eidgenossen bildeten nun ein grosses Viereck aus Halbartierern und sie umgebenden Spiessträgern.
Gegen Mittag begannen die englischen Langbogenschützen und die Artillerie des burgundischen Heeres, die eidgenössische Vorhut zu beschiessen und die Eidgenossen erlitten erste Verluste. Karl liess seine schwere Reiterei einen frontalen Angriff auf das Viereck der Eidgenossen führen, um es aufzusprengen. Der eidgenössische Igel aus Spiessträgern hielt den mehrfach wiederholten Angriffen jedoch stand und warf die Reiterei blutig zurück. Die Eidgenossen blieben trotz der Angriffe in Position, da sie die anrückende Hauptmacht abwarten wollten. In dieser Situation liess Karl sein Heer umformieren, da er die Eidgenossen in die Ebene locken wollte, wo die burgundische Artillerie besser Wirkung entfalten konnte. Offenbar ging er davon aus, dass die Eidgenossen bereits vollständig versammelt und bereit zum Kampf waren. Karl liess deswegen seine Infanterie zurückweichen, um Raum für einen eidgenössischen Vorstoss in die Ebene zu öffnen, und befahl auch der Reiterei, den Bogenschützen und der Artillerie den Stellungswechsel.
Genau in dem Moment, als sich das burgundische Heer neu zu formieren versuchte, traf in etwa gleichzeitig aus dem Wald auf der Höhe und aus dem Engpass von La Lance her das zweite Kontingent der Eidgenossen auf dem Schlachtfeld ein. Alle drei Gewalthaufen gingen nun gemäss Chronisten unter lautem Tosen der Harsthörner gleichzeitig konzentrisch zum Angriff auf die sich umgruppierenden Burgunder über. Unter der zurückweichenden Infanterie brach Panik aus, die in wilde Flucht überging, welche bald auf den dahinter stehenden Teil des Heeres übergriff und schliesslich die in aufgelöster Formation heranrückende burgundische Hauptmacht und Nachhut erfasste, die gar nicht mehr damit gerechnet hatte, noch an diesem Tag eingesetzt zu werden. Ohne richtigen Kampf löste sich das burgundische Heer auf und konnte von Karl auch am Arnon nicht mehr aufgehalten werden. Karl musste schliesslich mit einem Teil seiner Kriegskasse und seiner Leibgarde ebenfalls fluchtartig sein Hauptlager bei Grandson räumen.
Danach entwickelte sich noch eine mehrstündige Verfolgung der Burgunder durch die Eidgenossen, die jedoch wegen geringer Kräfte der eidgenössischen Reiterei nicht mit einer Vernichtung des burgundischen Heeres endete. Die burgundische Besatzung von Schloss Grandson und die Flüchtlinge, die sich dorthin gerettet hatten, mussten sich im Anschluss an die Schlacht ergeben und wurden als Vergeltungsakt hingerichtet.
Die Darstellung der Schlacht im Zürcher Schilling zeigt den Augenblick, an dem die Verstärkung eintrifft. Das Heer der Verbündeten ist noch unvollständig und setzt sich aus Angehörigen der Niederen Vereinigung und der Eidgenossenschaft zusammen. Lediglich die Banner von Freiburg, Bern und Schwyz sind entfaltet. Auf beiden Seiten gibt es bereits Gefallene. Im oberen rechten Bildrand trifft die Verstärkung ein. Wie auf der Darstellung der Schlacht bei Murten sind die wichtigsten Teilnehmer individuell hervorgehoben. Im Vordergrund attackiert Oswald von Thierstein die burgundische Reiterei. Wilhelm Herter kämpft unterstützt von einem seiner schwarz uniformierten Gardisten. Am oberen Pol hat Hans von Hallwyl die Armbrust im Anschlag. Die eidgenössische Verstärkung wird von Hans Waldmann angeführt.
Auf dem zeitnäheren Holzschnitt der pfettisheim’schen Reimchronik von 1477 ist der Moment dargestellt, an dem die Verbündeten zum Gebet niederknien. Wilhelm Herter ist an seiner Hutfeder erkennbar und kniet neben dem Berner Bannerträger. Das lateinische weisse Kreuz war das gemeinsame Kennzeichen der Verbündeten.

## Beute

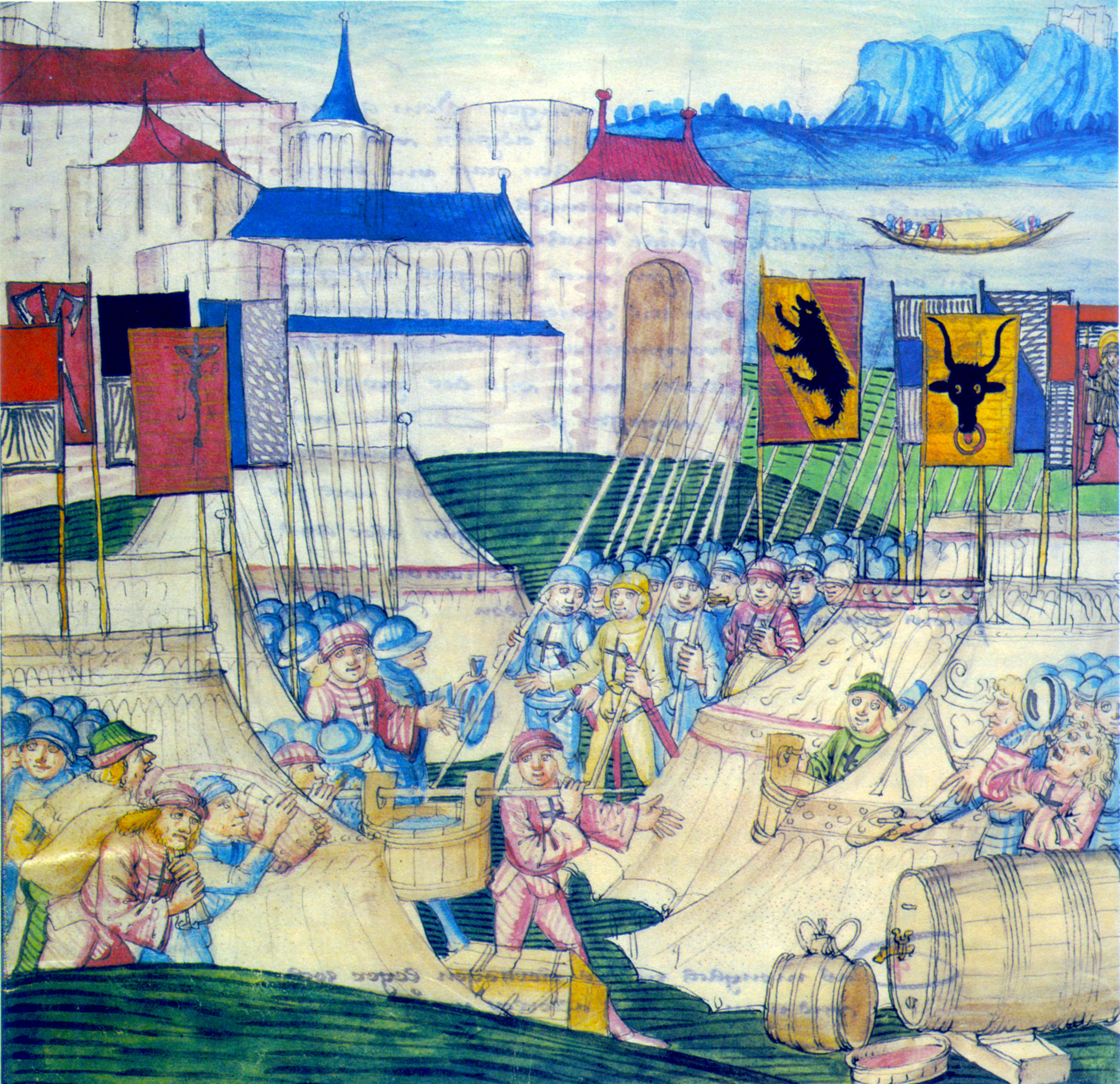
Eidgenössische Truppen plündern nach der Schlacht bei Grandson das burgundische Lager, Berner Chronik, 1483

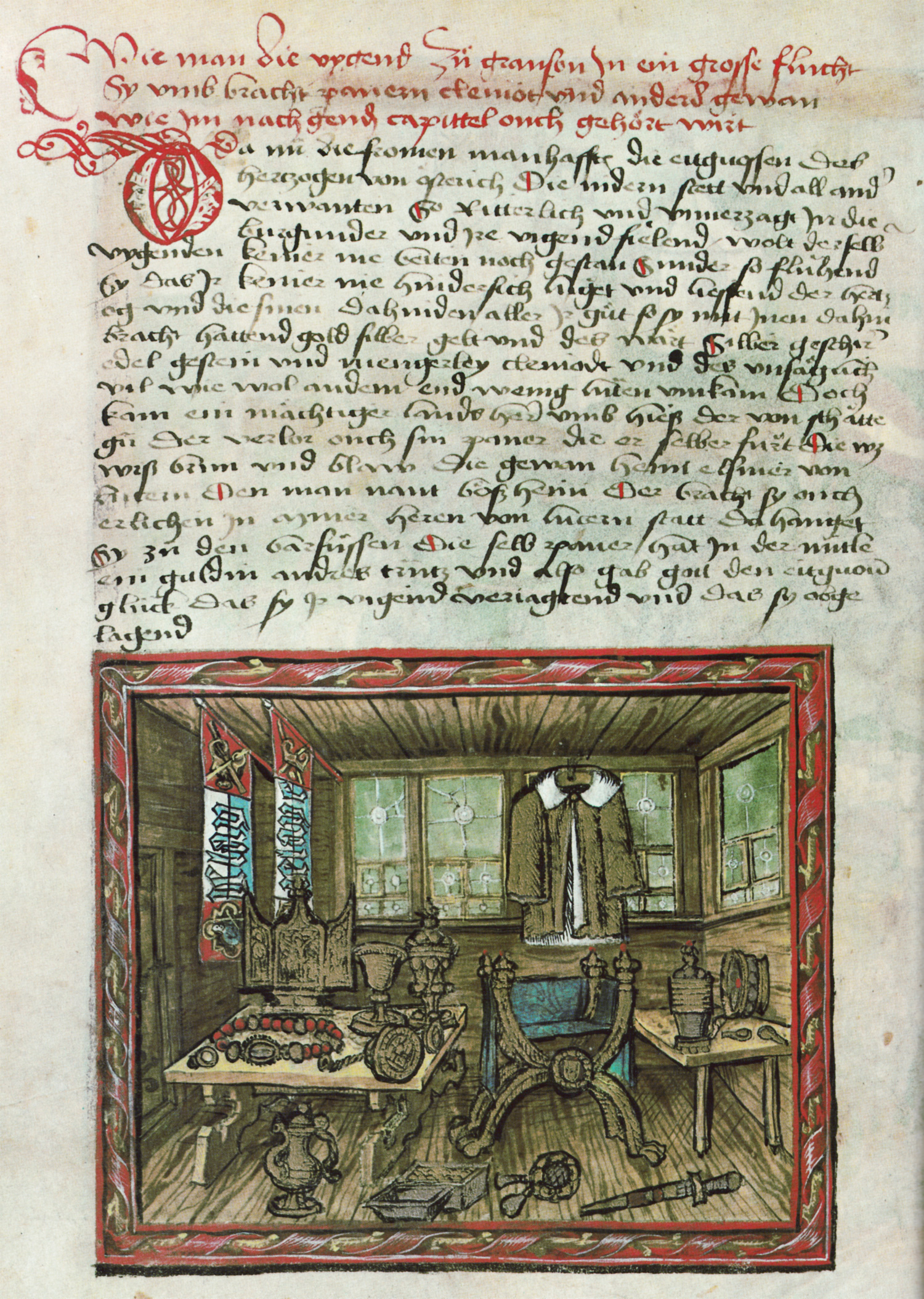
Darstellung der Ausstellung der «Burgunderbeute» in Luzern, Luzerner Schilling, 1513

Die Schlacht bei Grandson war verloren, bevor sie richtig begonnen hatte. Die Eidgenossen verfolgten die Fliehenden, so weit sie ihnen zu Fuß zu folgen vermochten. Dann kehrten sie in das intakte burgundische Lager zurück, wo ihnen eine riesige Beute in die Hände fiel.
Zur Beute gehörten die traditionellen Trophäen: Waffen, Fahnen, Artillerie, Pferde. Auch berichten die Chronisten von Lagern an Lebensmitteln und süßem Wein. Im burgundischen Lager fanden die Eidgenossen in den prächtigen Zelten goldene und silberne Trinkgefäße, Purpur- und andere Kleider, eine herzogliche Schatzkammer, eine vollständige herzogliche Kanzlei und eine vollständige Sakristei.
Den Eidgenossen fiel praktisch die gesamte Artillerie der Burgunder in die Hände. Darunter waren 419 Geschütze, 800 Hakenbüchsen und 300 Tonnen Schiesspulver. Die burgundische Artillerie war ihrer Zeit voraus. Philippe de Commynes bezeichnete sie als «très grande et puisante, bonne et belle». Sie umfasste Hunderte von Geschützen mit Schildzapfen aus Bronze, die auf den gerade 1450 erfundenen Lafetten montiert waren. Die burgundische Armee verfügte zu Beginn des Krieges über 600 bis 1000 Büchsenmeister und deren Bediente.
Im Lager der Burgunder kamen noch haufenweise verschiedene Waffen (z. B. Armbrüste) und Versorgungsgüter dazu. Man erbeutete auch den mit Perlen verzierten Hut, das Prunkschwert Karls, seinen goldenen Stuhl, sein goldenes Siegel, sein goldenes Reliquienkästchen, sein Gebetbuch und seine Diamanten. Dazu kamen noch Unmengen wertvolle Tapisserien und sonstige Gegenstände. Die sogenannte «Burgunderbeute» von Grandson wurde in der Geschichtsschreibung zu einem Inbegriff einer aussergewöhnlichen Beute. Der Dichter und Sänger Veit Weber, der auch an den Schlachten von Héricourt und Murten gegen Karl den Kühnen von Burgund teilnahm, hält den Übermut der Sieger angesichts der ungeheuren Beute in einem Spottgedicht fest. Das lied von dem stritt von Granson (1476) wurde von Diebold Schilling dem Älteren in der Berner Stadtchronik überliefert.
Artillerie, Fahnen und Waffen sowie einige Prunkstücke aus dem persönlichen Besitz des Herzogs wurden von den Siegern als gemeinsame Beute, die zu teilen war, betrachtet, nach Luzern überbracht und dort im Wasserturm bis zur Teilung aufbewahrt.
Einen Eindruck gibt das Bild, das der Augenzeuge Diebold Schilling der Jüngere in seiner handschriftlichen Luzerner Chronik von 1513 eingefügt hat: In der Turmkammer zu sehen sind links zwei Fahnen mit burgundischem Emblem, ein hermelingefütterter Goldbrokatmantel, der vergoldete Thron, auf dem Tisch das große Staatssiegel sowie ein kleineres, Karls Rosenkranz, ein Tragaltar, vergoldetes Tafelgeschirr, sowie auf dem Boden der Degen des Herzogs und ein Schmuckstück mit zwei Perlen.
Nur das bei der Teilung für die verkauften Beutestücke gelöste Geld konnte ohne Zwist unter die an den Schlachten Beteiligten abgegeben werden. Das übrige Beutegut verschwand auf vielen Wegen. Händler und Gesindel durchzogen das Land und boten zusammengerafftes Beutegut zum Verkauf. Hinter dem Rücken der Obrigkeit blühte ein Schwarzmarkt, den weder Drohungen der Tagsatzungen noch Eidesleistungen verhindern konnten. Die Stände erkundigten sich in Städten und Landschaften nach heimlichem Beutegut. Gefundene Stücke wurden auf Auktionen versteigert, so an vier Tagen im Sommer 1476 in Biel.
Verschiedene Stände erließen Verordnungen, erstellten Beuterödel und ernannten Beutemeister. Obgleich die Beute von Murten viel geringer war, verlangte die Obrigkeit, dass sie gleich nach Besetzung des Lagers an zentraler Stelle abgeliefert werde. Dass Unordnung und private Beutegelüste damit aber nicht verhindert werden konnten, zeigt die Episode mit Herzog René II von Lothringen, der als Verbündeter auf der Schweizer Seite gekämpft hatte, von den Eidgenossen kurzerhand ebenfalls ausgeplündert wurde.
Drei Beutegruppen wurden an Ort und Stelle verteilt: die Lebensmittel, es sollen 3000 Säcke Hafer, 2000 Tonnen Sardellen, Fässer mit geräucherten Heringen und Aalen, mit eingesottenen Eiern, gesalzenem Fleisch von Hühnern, Gänsen und Stockfischen, mit Feigen und getrockneten Weintrauben erbeutet worden sein. Die Pferde des Trosses fanden schnell ihre Abnehmer, es muss sich um tausende von Tieren gehandelt haben. Im Lager von Grandson befanden sich angeblich 2000 burgundische Lagermädchen; diese werden in den Texten nicht erwähnt, in den Illustrationen der Chroniken aber desto anschaulicher dargestellt.
Einen guten Überblick über das heute noch vorhandene Beutegut gab die Ausstellung, welche das Bernische Historische Museum 1969 veranstaltet hat. Der Ausstellungskatalog beschreibt, listet auf und bildet teilweise ab, was alles an Objekten aus ganz Europa für diese Ausstellung zusammengetragen werden konnte:
- Fahnenbücher und Bildinventare (S. 89–151, Kat.-Nrn. 49–65)
- burgundische Fahnen (S. 153–166, Kat.-Nrn. 66–83)
- Artillerie (S. 167–181, Kat.-Nrn. 84–102)
- Waffen und Rüstungen (S. 183–193, Kat.-Nrn. 103–114)
- burgundische Textilien (S. 197–217, Kat.-Nrn. 117–132), unter den Tapisserien der Tausendblumenteppich, ein Beutestück aus Grandson (gefertigt in Brüssel 1466),[9] in Bern in drei Bahnen zerschnitten und bis zur Reformation aufgehängt als Paramente im Berner Münster, zwei davon mit den Maßen 306 × 705 cm erhalten, heute im Bernischen Historischen Museum[10]
- kirchliche Gewänder (S. 218–230, Kat.-Nrn. 133–141)
- Bücher und Handschriften (S. 231–234, Kat.-Nrn. 142–144)
- Herrschaftsinsignien, Schmuck und Gefäße (S. 235–258, Kat.-Nrn. 145–163)
- kirchliche Gold- und Silberarbeiten (S. 259–270, Kat.-Nrn. 164–171), sowie
- einzelne Münzen (S. 271–273, Kat.-Nrn. 172–177).

Warum hat Karl alle diese Schätze auf den Kriegszug mit sich geführt? Dies galt als burgundische Tradition. Mit seinem Prunk und Hofstaat wollte er Verhandlungspartner und Gegner beeindrucken. Auch stand er schon seit zwei Jahren im Felde. Die Anhäufung des Kriegsmaterials, die riesigen Feldlager, welche auf Karren verpackt werden konnten, der Tross mit seinen tausenden von Zugpferden steht in der europäischen Kriegsgeschichte einmalig da und ist in Bezug auf die Organisation erst von den Heeren Napoleons übertroffen worden.

## Fazit
Die Eidgenossen verloren insgesamt ca. 600 Mann, die Besatzung von Grandson eingerechnet. Die Verluste der Burgunder waren mit rund 1000 Mann ebenfalls relativ gering. Der militärische Sieg in der Schlacht wurde von der Eidgenossenschaft politisch nicht ausgenützt, da die Verbündeten trotz dem Drängen Berns nicht bereit waren, das burgundische Heer in die Waadt zu verfolgen. Auch auf weitere Eroberungen in der Westschweiz wurde verzichtet. Nach wenigen Tagen zogen die Kontingente der verschiedenen eidgenössischen Orte und ihrer Verbündeten mit ihrem Teil der Beute wieder nach Hause und ermöglichten es damit, dass Karl der Kühne in Lausanne innerhalb kürzester Zeit ein neues Heer aufstellen konnte, um erneut gegen Bern zu ziehen. Nur rund 1000 Mann blieben zum Schutz unter dem Kommando von Hans Waldmann in Freiburg. Bern postierte zudem 1500 Mann unter Adrian I. von Bubenberg in Murten, um die Freiburger Garnison zu unterstützen, die seit dem 14. Oktober 1475 in Murten stationiert war. Erst in der Schlacht bei Murten am 22. Juni 1476 wurde die Macht Karls in der Westschweiz definitiv gebrochen. Aus militärischer Sicht war Grandson der erste grosse Erfolg der neuen Spiesstaktik der Eidgenossen, mit der sich ein Geviert geschützt durch Langspiesse auch auf freiem Feld gegen den Angriff schwerer Kavallerie erfolgreich behaupten konnte. – „Das riesige Ausmaß der Burgunderbeute trug erheblich dazu bei, dass sich unter den Eidgenossen das Reislaufen in fremden Diensten verbreitete. Die damit verbundenen Schwierigkeiten in der Führung einer einheitlichen Politik und die sozialen Umwälzungen durch den Erwerb von Barmitteln im Kriegsdienst, sollten für die Eidgenossenschaft in der Zukunft immer wieder Anlass zu Unstimmigkeiten geben“.